# Lloyd Spooner
Lloyd Spooner (* 6. října 1884, Tacoma, Washington, USA- 20. prosince 1966, Zephyrhills, Florida, USA) byl americký sportovní střelec, druhý nejúspěšnější sportovec 7. letních olympijských her 1920 v Antverpách. Získal celkem 4 zlaté, 1 stříbrnou a dvě bronzové medaile, lepší byl pouze jeho týmový kolega ze střeleckého družstva USA Willis Lee.

## Lloyd Spooner na olympijských hrách 1920, Antverpy

### Libovolná puška - 3 polohy - družstva
Soutěže se zúčastnilo 14 pětičlenných národních týmů, sedmdesát závodníků současně bojovalo i v soutěži jednotlivců, střílelo se vstoje, vkleče a vleže na 300 m vzdálenost. Československo obsadilo v soutěži družstev předposlední příčku. Vítězný tým USA v sestavě Morris Fisher, Carl Townsend Osburn, Dennis Fenton, Willis Lee a Lloyd Spooner vystřílelo 4876 b., druhé skončilo Norsko, třetí Švýcarsko. Není známo pořadí Spoonera v jednotlivcích.

### Vojenská puška - 300 m vstoje - družstva
Soutěže se účastnilo 15 družstev po pěti závodnících a zvítězili v nich Dánové (266 b.). I v této soutěži skončilo Československo předposlední, čtrnácté. Za Dány skončily USA, které soutěžily ve složení Carl Townsend Osburn, Lawrence Adam Nuesslein, Lloyd Spooner, Willis Lee a Thomas Brown se ziskem 255 b., třetí skončilo Švédsko.

### Vojenská puška 300 m vleže - družstva
I této soutěže se účastnilo patnáct pětičlenných družstev, tj. 75 závodníků. Československu se v této disciplíně dařilo lépe a skončilo desáté. Zvítězily USA ve složení Carl Townsend Osburn, Lloyd Spooner, Morris Fisher, Willis Lee a Joseph Jackson se ziskem 289 b., v těsném závěsu byla Francie (283 b.), třetí Finsko.

### Vojenská puška na 300 a 600 m vleže - družstva
V této disciplíně se prezentovalo 14 pětičlenných týmů. Československo skončilo na osmém místě. Zvítězily USA ve složení Joseph Jackson, Willis Lee, Gunnery Ollie Schriver, Carl Townsend Osburn a Lloyd Spooner, které vystřílely 573 b., druhé Norsko 565 b., třetí Švýcarsko 563 b.

### Vojenská puška - 600 m vleže - družstva
Startovalo 14 zemí po pěti střelcích, dohromady 70 závodníků. I v této disciplíně exceloval tým USA (Dennis Fenton, Gunnery Ollie Schriver, Willis Lee, Lloyd Spooner a Joseph Jackson), druhá byla JAR, třetí Švédsko, všechny země měly 287 základních bodů. Československo bylo jedenácté.

### Vojenská puška - 600 m vleže - jednotlivci
V soutěži jednotlivců startovalo 46 střelců z 11 zemí. Zvítězil Hugo Johansson ze Švédska s 58 b. před krajanem Mauritzem Erikssonem (56 b.) a Lloydem Spoonerem s 56 b.

### Střelba na běžícího jelena - družstva
Startovala pouze čtyři družstva po pěti závodnících, tj. 20 střelců. Zvítězilo Norsko (178 b.), 2. Finsko, 3. USA (158 b., složení Thomas Brown, Lawrence Adam Nusslein, Lloyd Spooner, Carl Townsend Osburn a Willis Lee).

### Dvojstřel na běžícího jelena - družstva
Startovala rovněž čtyři družstva, mezi nimiž USA skončily poslední, jejich složení bylo shodné s předchozí soutěží, vyhrálo Norsko před Švédskem a Finskem.